# Bertha Braunthal
Bertha Braunthal (verheiratete Clark, auch Berta Braunthal-(Clark); * 1. Februar 1887 in Wien, Österreich-Ungarn; † 1967 in London) war eine deutsche Politikerin (KPD) österreichischer Herkunft und Funktionärin der proletarischen Frauenbewegung.

## Leben
Braunthal wurde als Tochter eines jüdischen Buchhalters geboren. Sie war die ältere Schwester der bekannten Sozialisten Alfred und Julius Braunthal. Sie war später mit William („Willie“) N. Clark, einem schottischen Kommunisten, verheiratet.
Während des Ersten Weltkrieges war sie als kaufmännische Angestellte in einer Fabrik in den Niederlanden beschäftigt, dann in Berlin. Braunthal, vor dem Weltkrieg Mitglied der SDAPÖ, war Mitglied der Spartakusgruppe und der USPD in Berlin. Sie wirkte als Sekretärin in der Propagandaabteilung im Vollzugsrat des Groß-Berliner Arbeiter- und Soldatenrates. Auf dem außerordentlichen Parteitag der USPD im Dezember 1919 in Leipzig wurde sie in das sechsköpfige Sekretariat des ZK gewählt. Ab März 1920 leitete sie als Sekretärin die Propagandaarbeit unter den Frauen. Braunthal gehörte dem linken Flügel der USPD an. Sie war Mitarbeiterin der USPD-Frauenzeitung Die Kämpferin. Auf dem Spaltungsparteitag im Oktober 1920 in Halle (Saale) wurde sie in das vierköpfige Sekretariat des ZK der USPD (Linke) gewählt. Die Delegierten des Vereinigungsparteitages von KPD und USPD (Linke) im Dezember 1920 in Berlin wählten Braunthal in die Zentrale der KPD und übertrugen ihr die Leitung des Frauensekretariats (bis 1923). Neben Clara Zetkin, Hertha Sturm und Martha Arendsee arbeitete Bertha Braunthal in der Redaktion der Zeitschrift Die Kommunistin mit.
Braunthal nahm an der II. Internationalen Kommunistischen Frauenkonferenz im Juni 1921 und am III. Weltkongress der Komintern Ende Juni/Anfang Juli 1921 in Moskau teil.
Auf dem VII. Parteitag der KPD in Jena im August 1921 und auf dem VIII. Parteitag 1923 (28. Januar – 1. Februar 1923 in Leipzig) wurde sie erneut in die Zentrale der KPD gewählt und mit der Leitung des Frauensekretariats beauftragt. Später war sie zusammen mit ihrem Mann in der Redaktion der von Gyula Alpári geleiteten Zeitschrift der Komintern, Internationale Pressekorrespondenz (Inprekorr), in Berlin tätig und für die Herausgabe der englischen Ausgabe der Inprekorr verantwortlich. 1933 emigrierte sie nach London und arbeitete für die Wochenzeitschrift World News and Views, dem Nachfolgeorgan der englischsprachigen Inprekorr. Nach Auflösung der Komintern im Jahr 1943 war sie als Übersetzerin für die Kommunistische Partei Großbritanniens tätig.
Bertha Braunthal starb 1967 in London.